# 마이클 쿤
마이클 쿤(영어: Michael Kuhn)은 케냐 출신의 영화 프로듀서이다.